# Crassomicrodus oaxaquensis
Crassomicrodus oaxaquensis is een insect dat behoort tot de orde vliesvleugeligen (Hymenoptera) en de familie van de schildwespen (Braconidae). De wetenschappelijke naam van de soort werd voor het eerst geldig gepubliceerd door Figueroa, Romero & Sharkey in 2011.